# Bulnesia chilensis
Bulnesia chilensis är en pockenholtsväxtart som beskrevs av C. Gay. Bulnesia chilensis ingår i släktet Bulnesia och familjen pockenholtsväxter. Inga underarter finns listade i Catalogue of Life.